# ミスシリーズ
『ミス』（Myth）とはアメリカのゲーム制作会社・Bungie Software(現バンジー)が開発したコンピューターゲームのシリーズ。3Dで表現されたフィールドにおける戦略性の高い戦闘と、過激な暴力描写、重厚なストーリー設定が特徴である。

## 概要
ファンタジー世界を舞台にしたリアル・タイム・ストラテジー・ゲームである。生産の概念はなく、各マップごとにあらかじめ与えられた手持ちの軍勢を率いて戦闘を行う。3Dで表現されたフィールドと細かく設定された物理モデルが最大の特徴。これにより「高いところから撃てば矢が遠くまで飛ぶ」、「投げた火炎瓶が坂道を転がっていく」、「爆発によって死体が飛散する」などリアルな描写を可能にするとともに、ゲームの戦略性に幅を持たせている。

## シリーズ
- ミス ―闇の破壊神―(Myth The Fallen Lords)

バラー率いる暗黒の軍勢と明知の軍勢の戦いを描く。
- ミスII ソウルブライター(Myth2 Soulblighter)

前作から60年後、突如として復活した破壊神ソウルブライターと明知の軍勢の戦いを描く。
- MythIII ～光を束ねし者～(Myth3 The Wolf age)

前2作から時代を遡り、英雄コナフト（コナハット）の戦いの軌跡を描く。